# Espagne aux Jeux olympiques d'été de 1928
L’Espagne participe aux Jeux olympiques d'été pour la quatrième fois, à l’occasion des Jeux olympiques d'été de 1928, à Amsterdam. En dépit d’une forte délégation de 80 athlètes tous masculins présents dans 10 sports elle ne rapporte des Pays-Bas qu’une médaille. La médaille d’or obtenue par son équipe de saut d’obstacles en Équitation. Ce qui lui permet de se ranger au vingt-quatrième rang dans le tableau des nations médaillées. 

## Les médaillés
| Médaille      | Nom                                                                   | Sport      | Épreuve                      |
| ------------- | --------------------------------------------------------------------- | ---------- | ---------------------------- |
| Médaille d'or | José Navarro Morenes José Álvarez de Bohórquez Julio García Fernández | Équitation | Saut d'obstacles par équipes |

## Sources
- (fr) Bilan de l’Espagne sur le site du Comité international olympique
- (en) Bilan complet de l’Espagne sur le site olympedia.org